# Klickbetrug
Als Klickbetrug bezeichnet man eine Art des Internetbetruges, die vorrangig auf pro Klick vergütete Werbebannereinblendungen (vergleiche Pay per Click) abzielt. Dabei werden kommerzielle Werbeflächen geklickt oder solche Klicks simuliert, um dahinterliegende Abrechnungssysteme gezielt zu manipulieren. 
Klickbetrüger in Klickfarmen können manuell oder unter Zuhilfenahme von Programmen vorgehen.

## Motivation
Die Motivation zum Klickbetrug ist unterschiedlich und kann generell in zwei Arten unterschieden werden:
- Verschaffen eines Wettbewerbsvorteils (hauptsächlich durch konkurrierende Werbefirmen),
- Erschleichen von Werbeeinnahmen.

Folgende Arten von Wettbewerbsvorteilen sind vom Klickbetrüger üblicherweise beabsichtigt:
- Ausreizen des Werbebudgets eines Mitbewerbers und damit Deaktivieren seiner Werbebanner,
- Verursachen zusätzlicher Werbekosten für Mitbewerber,
- Unter Werbepartnern (Publishern): Provozieren des Ausschlusses eines konkurrierenden Werbepartners.

Sollen Werbeeinnahmen erschlichen werden, handelt es sich meist um Folgende:
- Direkter Mehrverdienst, durch Klicken auf eigene Anzeigen, um Mehreinnahmen zu generieren.
- Indirekter Mehrverdienst, durch Klicken auf Anzeigen eines bestimmten Themas, um den Pro-Klick-Preis in die Höhe zu treiben.

Pay-per-Click-Anbieter wie Google und Microsoft Ads gehen gegen Werbepartner vor, die sich durch Klickbetrug Leistungen erschleichen.

## Gegenmaßnahmen
Pay-per-Click-Werbeformen richten sich prinzipiell an eine anonyme Zielgruppe und verfügen häufig nur über eingeschränkte Möglichkeiten der Erfolgskontrolle. Am Beispiel Google AdWords ist nur dann eine Erfolgskontrolle möglich, wenn der Werbekunde (der für die Klicks bezahlt) in seine Internetseite entsprechende Mechanismen einbaut oder über die Mechanismen der Google Ads Tracking-Vorlage eine Drittanbieter-Software zum Vorbeugen von Klickbetrug in den Linkaufbau der weiterführenden Links eingebunden wird. Eine vergleichsweise gute Erfolgskontrolle des Klick- und Kaufverhaltens erlauben Dienste wie Google Analytics, der aber eine Implementierung auf der Internetseite des Werbetreibenden erfordert.
Da dieser Mechanismus der Erfolgskontrolle vom Werbekunden abhängt und nicht generell vorausgesetzt werden kann, stehen den Pay-per-Click-Anbietern hauptsächlich empirische Methoden zur Verfügung. So werden Schwankungen in den Klickzahlen oder verdächtige Klickmuster gesucht, um ungültige Klicks (sofern sie in erheblicher Zahl auftreten) relativ zielsicher zu ermitteln. 
Es gibt mittlerweile eine Reihe von Anbietern für Erkennungs- und Schutzsoftware Produkte zur Bekämpfung von Anzeigen- und Klickbetrug. Die Anbieter setzen unterschiedliche Erkennungsalgorithmen ein, die betrügerische IPs erkennen und automatisch blockieren.